# SV Darmstadt 98/Saison 2023/24
Die Saison 2023/24 des SV Darmstadt 98 war die 126. Saison in der Vereinsgeschichte. Nach dem Aufstieg von der 2. Bundesliga 2022/23 traten die Lilien nach 1978/79, 1981/82, 2015/16 und 2016/17 in dieser Bundesligasaison 2023/24 zum fünften Mal in der Vereinsgeschichte in der 1. Bundesliga sowie im DFB-Pokal 2023/24 an.
Unter Cheftrainer Torsten Lieberknecht erreichte Darmstadt am Ende der Saison den 18. und letzten Tabellenplatz und schied in der 1. Runde des DFB-Pokals aus. Mit nur 17 Punkten und 3 Siegen in 34 Spielen sowie einem Torverhältnis von 30:86 stellt diese Saison die mit Abstand schlechteste Bundesligasaison in der Vereinsgeschichte des SV Darmstadt 98 dar. Damit stieg der Verein in die 2. Bundesliga 2024/25 ab.

## Verlauf der Saison

### Saisonvorbereitung und Personalveränderungen
Nach dem Abstieg aus der Fußball-Bundesliga 2016/17 war der SV Darmstadt 98 sechs Jahre in Folge in der 2. Fußball-Bundesliga aktiv und stieg am Ende der Zweitligasaison 2022/23 unter Trainer Torsten Lieberknecht in die 1. Bundesliga 2023/24 auf, was die fünfte Bundesligasaison des Vereins darstellte. Doch vor allem die Abgänge des Stürmers Phillip Tietz und des Verteidigers Patric Pfeiffer, welche beide zum Ligakonkurrenten FC Augsburg wechselten, wogen schwer. Die entstandenen Lücken in der Abwehr sollten die Neuzugänge Christoph Klarer (von Fortuna Düsseldorf) und Matej Maglica (vom VfB Stuttgart) füllen, im Angriff ruhten Hoffnungen auf Fraser Hornby, welcher von Stade Reims gekommen war. Zudem liehen die Lilien Luca Pfeiffer vom VfB Stuttgart und Tim Skarke vom 1. FC Union Berlin aus, welche beide bereits in der Vergangenheit unter Lieberknecht, zuletzt zusammen in der Zweitligasaison 2021/22, Leistungsträger in der Darmstädter Mannschaft darstellten.
Das Testspiel gegen den neuntklassigen Kreisligisten TSG Bad König wurde 10:0 gewonnen, gegen den englischen Zweitligisten Norwich City unterlag man mit 0:1. Vom Ergebnis enttäuschend war anschließend die 0:2-Niederlage beim fünftklassigen Hessenligisten FC Gießen. Nach zwei 0:0-Spielen gegen den Zweitligisten Karlsruher SC und den Drittligisten SV Sandhausen, verlor man am 7. August 2023 vor 19.000 Zuschauern im Deepdale gegen das von Jürgen Klopp trainierte Premier-League-Spitzenteam FC Liverpool mit 1:3, das zwischenzeitliche 1:2 für die Lilien erzielte dabei Mathias Honsak. Insgesamt wurden die Transferaktivitäten und Testspielergebnisse allgemein eher unzureichend, bis hin zu besorgniserregend, angesehen.

### Hinrunde
Nach der ernüchternden Saisonvorbereitung fand das erste Pflichtspiel der Saison am 14. August 2023 im Rahmen der ersten Runde des DFB-Pokal 2023/24 beim viertklassigen Regionalligisten FC 08 Homburg statt, gegen den man als Erstligist nach einer 0:3-Niederlage blamabel ausschied. Die Bundesligasaison startete für Darmstadt am 20. August 2023 direkt mit dem Hessenderby bei Eintracht Frankfurt, welches jedoch auch verloren wurde, ebenso wie die folgenden Ligaspiele zuhause gegen den 1. FC Union Berlin (1:4) und bei Bayer 04 Leverkusen (1:5). Erst am 17. September 2023 gelang zum 4. Spieltag der erste Punktgewinn nach einem 3:3 gegen Borussia Mönchengladbach, wobei die Lilien zur 33. Minute bereits mit 3:0 führten und im Laufe des Spiels einen möglichen Sieg noch hergaben. Nach einer 1:3-Niederlage gegen den VfB Stuttgart gelang am 1. Oktober 2023 im Heimspiel gegen Werder Bremen schließlich der erste Sieg der Saison, als Darmstadt diesmal schon mit 4:0 führte (auch durch das erste Bundesligator der langjährigen Lilienlegende Tobias Kempe) und Werder bis zum Schlusspfiff nur auf ein 4:2 verkürzen konnte.
Direkt am nächsten Spieltag folgte am 7. Oktober 2023 der nächste Sieg, auswärts beim FC Augsburg, welcher in der Sommerpause mit Phillip Tietz und Patric Pfeiffer zwei Leistungsträger der Lilien der Aufstiegssaison unter Vertrag genommen hatte. Durch Tore von Tim Skarke und Tobias Kempe gewannen die Lilien hier mit 2:1 und kletterten nach diesem 7. Spieltag auf den 11. Tabellenplatz. Es folgte eine 1:3-Niederlage gegen RB Leipzig, ehe am 28. Oktober 2023 eine historische Klatsche gegen den FC Bayern München hingenommen werden musste: Trotz zweier Platzverweise für Darmstadt hielten die Lilien in der Allianz Arena zur Halbzeit noch ein 0:0, doch in der zweiten Halbzeit gingen den neun Lilienspielern gegen die Bayern zunehmend die Puste und Mittel aus, sodass diese durch drei Tore von Harry Kane, zwei Tore von Jamal Musiala, zwei Tore von Leroy Sané und einem Tor von Thomas Müller schlussendlich deutlich mit 0:8 unterlagen.
Es folgte eine 1:2-Heimniederlage gegen den direkten Abstiegskonkurrenten VfL Bochum, am 11. November 2023 spielte Darmstadt 0:0 gegen 1. FSV Mainz 05 und auswärts beim SC Freiburg gelang ein 1:1-Unentschieden, das Lilientor wurde von Mathias Honsak erzielt. Als man nach einer 0:1-Heimniederlage gegen den 1. FC Köln, erneut einem direkten Abstiegskonkurrenten (welcher später tatsächlich in die 2. Bundesliga 2024/25 abstieg), rutschte der SV Darmstadt 98 auf den 16. Tabellenplatz und damit in die Abstiegszone ab. Am 9. Dezember 2023 folgte das Duell gegen den Mitaufsteiger der Vorsaison, den 1. FC Heidenheim, gegen den man mit 2:3 unterlag und somit auf dem 18. und letzten Tabellenplatz landete. Das letzte Heimspiel des Kalenderjahres 2023 wurde gegen den VfL Wolfsburg ebenfalls verloren (0:1), ehe man mit einem 3:3-Remis bei der TSG 1899 Hoffenheim einen Punkt ergatterte. Zur Winterpause belegte Darmstadt mit 10 Punkten aus 16 Spielen also weiterhin den letzten Tabellenplatz, jedoch punktgleich mit Köln und Mainz sowie drei Punkte hinter Union Berlin und damit dem rettenden Ufer. Der sportliche Leiter Carsten Wehlmann reichte am 28. Dezember 2023 seine Kündigung zum 31. März 2024 beim Präsidium ein, um neuer Geschäftsführer bei Holstein Kiel zu werden, doch Präsident Rüdiger Fritsch stellte Wehlmann daraufhin mit sofortiger Wirkung von seiner Tätigkeit im Verein frei.

### Rückrunde
Während in der Winterpause die Lilienspieler Frank Ronstadt und Filip Stojilković beide den Verein in Richtung des Zweitligisten 1. FC Kaiserslautern verließen, konnten als Winterneuzugänge lediglich drei Leihspieler geholt werden: Die Stürmer Sebastian Polter (vom FC Schalke 04) und Gerrit Holtmann (vom VfL Bochum) hatten die Aufgabe, im Angriff den Knoten der Mannschaft platzen zu lassen und für eine zwingend erforderliche, erhöhte Torgefahr zu sorgen, jedoch sollte sich später bis zum Ende der Spielzeit herausstellen, dass beide Spieler trotz ihrer 10 bzw. 9 Einsätze in dieser Rückrunde kein einziges Tor erzielen würden. Außerdem wurde bis zum Saisonende der offensive Mittelfeldmann Julian Justvan von der TSG 1899 Hoffenheim ausgeliehen. Das einzige Testspiel der Winterpause wurde im spanischen Trainingslager mit 1:2 gegen den Zweitligisten Holstein Kiel verloren.
Auch die Bundesliga-Rückrunde begann mit einer Niederlage, als man mit 0:3 gegen Borussia Dortmund verlor. Das Hessenderby-Rückspiel gegen Eintracht Frankfurt endete 2:2, da Lilienverteidiger Christoph Klarer in der fünften Minute der Nachspielzeit der Partie doch noch zum Unentschieden ausgleichen konnte. Anschließend wurde gegen den 1. FC Union Berlin (0:1) und Bayer 04 Leverkusen (0:2) verloren, ein 0:0-Remis bei Borussia Mönchengladbach erzielt und eine 1:2-Niederlage gegen den VfB Stuttgart hingenommen. Kurios wurde die Schlussphase im Spiel gegen Werder Bremen am 24. Februar 2024: Zum 23. Spieltag gastierte man im Bremer Weserstadion und nach 90 regulären Minuten stand es 1:1 nach einem Lilientor durch Julian Justvan. In der Nachspielzeit der zweiten Halbzeit spielte Werders Torhüter Michael Zetterer den heranstürmenden Tim Skarke an, der den Ball annahm, den Keeper umspielte und zum vermeintlichen Darmstädter Siegtor ins leere Gehäuse einschob. Nach Einschalten des Video-Assistenten wurde das Tor zurückgenommen mit der Begründung eines Handspiels von Skarke. Als ersichtlich wurde, dass Skarke seine Hand bewusst komplett am Bauch angelegt hatte, als Zetterer ihn aus kurzer Distanz anschoss und tatsächlich auf „nicht absichtliches Handspiel“ entschieden wurde, wurde die Entscheidung daraufhin damit verteidigt, dass „unmittelbar vor der Torerzielung“ auch nicht absichtliches Handspiel dafür ausreiche, ein Tor zurückzunehmen. Obwohl damit gemeint war, dass wenn ein Ball von der Hand direkt ins Tor springt, Skarke hingegen in dieser Situation den Ball erst noch annehmen, kontrollieren, den Torhüter ausspielen, einige Meter laufen und dann noch das leere Tor treffen musste, wurde der eigentliche Siegestreffer entgegen der Regelstatuten des DFB ohne zutreffende Begründung dennoch nicht gegeben.
Der „geraubte Sieg“ bei Werder Bremen bewirkte einen spürbaren psychologischen Knacks in der nun gebrochenen Mannschaft des SV Darmstadt 98. Im darauffolgenden, skurrilen Heimspiel am 2. März 2024 gegen den FC Augsburg ging man folglich sang- und klanglos mit 0:6 unter: Schon nach 60 Sekunden wurde ein Fehlpass zu Ex-Lilie Phillip Tietz gespielt, der nur noch ins leere Tor einschieben musste. Nach 29 Minuten lag Darmstadt bereits mit 0:5 zurück, Kapitän Fabian Holland verließ nach 40 Minuten aus Frust unangekündigt das Spielfeld und zwang Trainer Torsten Lieberknecht damit unverhofft zu einem Spielerwechsel. Als die Heimfans unter den Zuschauern den Support und die Fangesänge einstellten sowie die Fahnen und Banner einrollten, stellte auch die Mannschaft sichtlich erkennbar ihre vergeblichen Offensivbemühungen ein und nur der eingewechselte, 19-jährige Jugendstürmer Fabio Torsiello versuchte weiterhin erfolglos, eine mögliche Schönheitskorrektur zu erzielen. Auch das anschließende Auswärtsspiel bei RB Leipzig wurde verloren (0:2). Am 15. April 2024 wurde Paul Fernie als neuer Sportdirektor vorgestellt. Im Heimspiel gegen den FC Bayern München gelang Darmstadt durch ein Tor von Tim Skarke in der 28. Minute die 1:0-Führung, doch die Bayern drehten das Spiel bis zu einem 1:5, ehe ein Tor durch Darmstadts Oscar Vilhelmsson in Minute 90.+5 den 2:5-Endstand herstellte. Auf ein 2:2 beim VfL Bochum folgten Niederlagen gegen den 1. FSV Mainz 05 (0:4) und den SC Freiburg (0:1). In diesem Spiel zog sich Kapitän Fabian Holland einen Kreuzbandriss zu und fiel mit dieser schweren Verletzung für die komplette restliche Saison sowie für die komplette darauffolgende Saison 2024/25 aus.
Am 30. Spieltag gegen den 1. FC Köln hätte der SV Darmstadt 98 mit einer Niederlage möglicherweise als erster Absteiger der Bundesligasaison feststehen können. Doch an diesem 20. April 2024 gelang der dritte Saisonsieg (und der einzige Sieg der Rückrunde) durch einen 2:0-Auswärtserfolg im Kölner Rheinenergiestadion, die Tore für Darmstadt erzielten dabei Christoph Klarer in der 57. Minute und Oscar Vilhelmsson in der 90. Minute. Damit zogen die Lilien den 1. FC Köln noch tiefer in dessen Abstiegskrise, der am Ende der Saison zusammen mit Darmstadt tatsächlich den Gang in die Zweitklassigkeit antreten musste. Als das nächste Spiel, zuhause gegen den 1. FC Heidenheim, welcher zusammen mit Darmstadt in diese Liga aufgestiegen war (jedoch am Ende der Saison den Klassenerhalt erreichen sollte), mit 0:1 durch ein Tor von Nikola Dovedan in der 90. Minute verloren wurde, war der rechnerisch feststehende Abstieg am viertletzten Spieltag besiegelt. In den letzten drei Bundesligaspielen der Saison ergab sich die Mannschaft nahezu kampflos und zeigte sich desaströs ohne Gegenwehr und ohne Torbemühungen: Beim einem 0:3 gegen den VfL Wolfsburg, einem 0:6 gegen die TSG 1899 Hoffenheim und einem 0:4 gegen Borussia Dortmund wurde die Mannschaft von den Fans für ihre gleichgültigen bis lustlosen Auftritte einerseits kritisiert, andere hingegen zeigten Verständnis für die gebrochene Moral nach diesem niederschmetternden Saisonverlauf. Der 18. und letzte Tabellenplatz wurde vom 9. Dezember 2023 bis zum Saisonende nicht verlassen und man lag zum Schluss 16 Punkte hinter dem rettenden Ufer. Mit nur 3 Siegen, 8 Unentschieden und 23 Niederlagen sowie einem Torverhältnis von 30:86 stellte diese Saison die mit Abstand schlechteste Bundesligasaison in der Vereinsgeschichte des SV Darmstadt 98 dar. Das Präsidium sprach dennoch Trainer Torsten Lieberknecht noch immer das Vertrauen aus, die Mannschaft auch zum Start in der Zweitligasaison 2024/25 zu leiten.

## Personalien

### Sportliche Leitung und Vereinsführung
| Name                                | Funktion                                                   |
| Trainer- und Betreuerstab           | Trainer- und Betreuerstab                                  |
| ----------------------------------- | ---------------------------------------------------------- |
| Torsten Lieberknecht                | Cheftrainer                                                |
| Ovid Hajou                          | Co-Trainer                                                 |
| Kai Peter Schmitz                   | Co-Trainer                                                 |
| Dimo Wache                          | Torwarttrainer                                             |
| Christopher Busse                   | Athletiktrainer                                            |
| Florian Bauer                       | Rehatrainer                                                |
| Dr. Ingo Schwinnen                  | Mannschaftsärzte                                           |
| Dr. Alexander Lesch                 | Mannschaftsärzte                                           |
| Dr. Philip Jessen                   | Mannschaftsärzte                                           |
| Sebastian Pommer                    | Physiotherapeuten                                          |
| David Ackermann                     | Physiotherapeuten                                          |
| Katrin Herbig                       | Physiotherapeuten                                          |
| Michael Richter                     | Teambetreuer                                               |
| Matthias Neumann                    | Teambetreuer                                               |
| Jonas Nietzel                       | Teambetreuer                                               |
| Dr. Mareike Großhauser              | Ernährungsberatung                                         |
| Sportliche Leitung und Organisation |                                                            |
| Carsten Wehlmann (bis 28.12.2023)   | Sportlicher Leiter                                         |
| Paul Fernie (ab 15.04.2024)         | Sportdirektor                                              |
| Matthias Neumann                    | Teammanager                                                |
| Michael Stegmayer                   | Leiter Organisation Lizenzspielerabteilung                 |
| Präsidium                           |                                                            |
| Rüdiger Fritsch                     | Präsident                                                  |
| Markus Pfitzner                     | Vize-Präsident                                             |
| Volker Harr                         | Vize-Präsident                                             |
| Tom Eilers                          | Lizenzspielerbereich                                       |
| Anne Baumann                        | Finanzen                                                   |
| Wolfgang Arnold                     | Amateurabteilungen, Infrastruktur, Logistik und Sicherheit |
| Uwe Kuhl                            | Sportliche Entwicklung und Nachwuchsleistungszentrum       |
| Geschäftsstelle                     |                                                            |
| Michael Weilguny                    | Kaufmännischer Geschäftsführer                             |
| Martin Kowalewski                   | Geschäftsführer Marketing & Vertrieb                       |
| Daniel Wurtz                        | Leitung Finanzen, Controlling & Personal                   |
| Florian Holzbrecher                 | Leitung Marketing & Events                                 |
| Jonas Duttine                       | Leitung Vertrieb                                           |
| Alexander Hein                      | Leitung Veranstaltung & Sicherheit                         |
| Jan Bergholz                        | Leitung Medien & PR                                        |
| Björn Kopper                        | Leiter Nachwuchsleistungszentrum                           |
| Tim Kuhl                            | Leitung Fussballschule & Organisation NLZ                  |
| Alexander Lehné                     | Leitung Fanbetreuung                                       |

### Kader
| Kader Saison 2023/24 | Kader Saison 2023/24 | Kader Saison 2023/24 | Kader Saison 2023/24 | Kader Saison 2023/24 | Kader Saison 2023/24 | Kader Saison 2023/24 |
| Nr.                  | Spieler              | Nat.                 | Geburtsdatum         | vorheriger Verein    | Ligaspiele           | Ligatore             |
| Torhüter             | Torhüter             | Torhüter             | Torhüter             | Torhüter             | Torhüter             | Torhüter             |
| -------------------- | -------------------- | -------------------- | -------------------- | -------------------- | -------------------- | -------------------- |
| 01                   | Marcel Schuhen       | Deutschland          | 13.01.1993           | SV Sandhausen        | 31                   | 0                    |
| 13                   | Morten Behrens       | Deutschland          | 01.04.1997           | 1. FC Magdeburg      | 0                    | 0                    |
| 30                   | Alexander Brunst     | Deutschland          | 07.07.1995           | Vejle BK             | 3                    | 0                    |
| 45                   | Max Wendt            | Deutschland          | 13.06.2005           | Hamburger SV         | 0                    | 0                    |
| Abwehr               |                      |                      |                      |                      |                      |                      |
| 03                   | Thomas Isherwood     | Schweden             | 28.01.1998           | Östersunds FK        | 12                   | 0                    |
| 04                   | Christoph Zimmermann | Deutschland          | 12.01.1993           | Norwich City         | 19                   | 0                    |
| 05                   | Matej Maglica        | Kroatien             | 25.09.1998           | VfB Stuttgart        | 26                   | 1                    |
| 14                   | Christoph Klarer     | Osterreich           | 14.06.2000           | Fortuna Düsseldorf   | 30                   | 2                    |
| 17                   | Frank Ronstadt       | Deutschland          | 21.07.1997           | Würzburger Kickers   | 4                    | 0                    |
| 19                   | Emir Karic           | Osterreich           | 09.06.1997           | SCR Altach           | 27                   | 0                    |
| 20                   | Jannik Müller        | Deutschland          | 18.01.1994           | DAC Dunajská Streda  | 16                   | 0                    |
| 26                   | Matthias Bader       | Deutschland          | 17.06.1997           | 1. FC Köln           | 24                   | 1                    |
| 32                   | Fabian Holland       | Deutschland          | 11.07.1990           | Hertha BSC           | 23                   | 0                    |
| 38                   | Clemens Riedel       | Deutschland          | 19.07.2003           | TSG Wieseck          | 14                   | 0                    |
| Mittelfeld           |                      |                      |                      |                      |                      |                      |
| 06                   | Marvin Mehlem        | Deutschland          | 11.09.1997           | Karlsruher SC        | 20                   | 3                    |
| 07                   | Braydon Manu         | Ghana                | 28.03.1997           | Hallescher FC        | 4                    | 0                    |
| 08                   | Fabian Schnellhardt  | Deutschland          | 12.01.1994           | MSV Duisburg         | 10                   | 0                    |
| 11                   | Tobias Kempe         | Deutschland          | 27.06.1989           | 1. FC Nürnberg       | 24                   | 3                    |
| 15                   | Fabian Nürnberger    | Deutschland          | 28.07.1999           | 1. FC Nürnberg       | 21                   | 1                    |
| 16                   | Andreas Müller       | Deutschland          | 28.07.1999           | 1. FC Magdeburg      | 11                   | 0                    |
| 17                   | Julian Justvan       | Deutschland          | 02.04.1998           | TSG 1899 Hoffenheim  | 14                   | 2                    |
| 18                   | Mathias Honsak       | Osterreich           | 20.12.1996           | FC Red Bull Salzburg | 23                   | 1                    |
| 23                   | Klaus Gjasula        | Albanien             | 14.12.1989           | Hamburger SV         | 22                   | 0                    |
| 27                   | Tim Skarke           | Deutschland          | 07.09.1996           | 1. FC Union Berlin   | 30                   | 8                    |
| 28                   | Bartol Franjić       | Kroatien             | 14.01.2000           | VfL Wolfsburg        | 20                   | 0                    |
| Angriff              |                      |                      |                      |                      |                      |                      |
| 09                   | Fraser Hornby        | Schottland           | 13.09.1999           | Stade Reims          | 7                    | 0                    |
| 10                   | Filip Stojilković    | Schweiz              | 04.01.2000           | FC Sion              | 6                    | 0                    |
| 22                   | Aaron Seydel         | Deutschland          | 07.02.1996           | 1. FSV Mainz 05      | 16                   | 1                    |
| 24                   | Luca Pfeiffer        | Deutschland          | 20.08.1996           | VfB Stuttgart        | 24                   | 1                    |
| 25                   | Gerrit Holtmann      | Philippinen          | 25.03.1995           | Antalyaspor          | 10                   | 0                    |
| 29                   | Oscar Vilhelmsson    | Schweden             | 02.10.2003           | IFK Göteborg         | 26                   | 4                    |
| 40                   | Sebastian Polter     | Deutschland          | 01.04.1991           | FC Schalke 04        | 9                    | 0                    |
| 42                   | Fabio Torsiello      | Deutschland          | 02.02.2005           | 1. FSV Mainz 05      | 10                   | 0                    |
| 49                   | Asaf Arania U19      | Israel               | 19.10.2005           | Rot-Weiss Frankfurt  | 1                    | 0                    |

### Transfers

#### Transfers Winter 2023/24
| Gerrit Holtmann  | VfL Bochum a.          |
| Julian Justvan   | TSG 1899 Hoffenheim a. |
| Sebastian Polter | FC Schalke 04 a.       |

| Frank Ronstadt    | 1. FC Kaiserslautern    |
| Filip Stojilković | 1. FC Kaiserslautern a. |

#### Transfers Sommer 2023
| Morten Behrens    | SV Waldhof Mannheim w.a. |
| Bartol Franjić    | VfL Wolfsburg a.         |
| Fraser Hornby     | Stade Reims              |
| Christoph Klarer  | Fortuna Düsseldorf       |
| Matej Maglica     | VfB Stuttgart            |
| Andreas Müller    | 1. FC Magdeburg          |
| Fabian Nürnberger | 1. FC Nürnberg           |
| Luca Pfeiffer     | VfB Stuttgart a.         |
| Tim Skarke        | 1. FC Union Berlin a.    |
| Max Wendt         | SV Darmstadt 98 U19      |

| Yassin Ben Balla | SV Sandhausen                        |
| Keanan Bennetts  | SV Wehen Wiesbaden                   |
| Steve Kroll      | SV Darmstadt 98 Jugendtorwarttrainer |
| Patric Pfeiffer  | FC Augsburg                          |
| Philipp Sonn     | Wormatia Worms                       |
| Phillip Tietz    | FC Augsburg                          |
| Magnus Warming   | FC Turin w.a.                        |

| Nemanja Celic        | LASK w.a.                |
| Henry Crosthwaite    | FC-Astoria Walldorf w.a. |
| André Leipold        | Würzburger Kickers w.a.  |
| Antonis Makatounakis | OFI Kreta w.a.           |
| John Sesay           | FC Rot-Weiß Koblenz w.a. |

| Nemanja Celic        | SV Ried              |
| Henry Crosthwaite    | Hallescher FC        |
| André Leipold        | SV Lafnitz           |
| Antonis Makatounakis | AO Giouchtas         |
| John Sesay           | Union Titus Petingen |

## Spiele

### 1. Bundesliga
Die Tabelle listet alle Spiele des Vereins in der Fußball-Bundesliga 2023/24 auf. Siege sind grün, Unentschieden sind gelb und Niederlagen sind rot hinterlegt.
| ST | Datum              | Gegner                   | Platz    | Ort                                       | Zuschauer | Ergebnis  | Tore |
| -- | ------------------ | ------------------------ | -------- | ----------------------------------------- | --------- | --------- | --- |
| 1  | 20. August 2023    | Eintracht Frankfurt      | Auswärts | Deutsche Bank Park, Frankfurt am Main     | 55.000    | 1:0 (1:0) | 1:0 Muani (40.) |
| 2  | 26. August 2023    | 1. FC Union Berlin       | Heim     | Merck-Stadion am Böllenfalltor, Darmstadt | 17.810    | 1:4 (1:3) | 0:1 Gosens (4.), 1:1 Mehlem (24.), 1:2 Gosens (34.), 1:3 Behrens (39.), 1:4 Doekhi (65.)                                               |
| 3  | 2. September 2023  | Bayer 04 Leverkusen      | Auswärts | BayArena, Leverkusen                      | 29.653    | 5:1 (1:1) | 1:0 Boniface (21.), 1:1 Vilhelmsson (25.), 2:1 Palacios (49.), 3:1 Boniface (61.), 4:1 Hofmann (67.), 5:1 Hložek (83.)                 |
| 4  | 17. September 2023 | Borussia Mönchengladbach | Heim     | Merck-Stadion am Böllenfalltor, Darmstadt | 17.810    | 3:3 (3:0) | 1:0 Mehlem (8.), 2:0 Maglica (10.), 3:0 Skarke (33.), 3:1 Siebatcheu (56.), 3:2 Neuhaus (73.), 3:3 Čvančara (77.)                      |
| 5  | 22. September 2023 | VfB Stuttgart            | Auswärts | MHPArena, Stuttgart                       | 54.000    | 3:1 (2:1) | 0:1 Zagadou (17., Eigentor), 1:1 Millot (22.), 2:1 Guirassy (32.), 3:1 Guirassy (90.+2)                                                |
| 6  | 1. Oktober 2023    | Werder Bremen            | Heim     | Merck-Stadion am Böllenfalltor, Darmstadt | 17.810    | 4:2 (2:0) | 1:0 Bader (5.), 2:0 Skarke (25.), 3:0 Mehlem (50.), 4:0 Kempe (62., Elfmeter), 4:1 Deman (70.), 4:2 Veljković (79.)                    |
| 7  | 7. Oktober 2023    | FC Augsburg              | Auswärts | WWK-Arena, Augsburg                       | 29.200    | 1:2 (0:0) | 0:1 Skarke (52.), 0:2 Kempe (70., Elfmeter), 1:2 Demirović (86.)                                                                       |
| 8  | 21. Oktober 2023   | RB Leipzig               | Heim     | Merck-Stadion am Böllenfalltor, Darmstadt | 17.810    | 1:3 (1:2) | 0:1 Openda (1.), 0:2 Forsberg (24.), 1:2 Kempe (32., Elfmeter), 1:3 Openda (75.)                                                       |
| 9  | 28. Oktober 2023   | FC Bayern München        | Auswärts | Allianz Arena, München                    | 75.000    | 8:0 (0:0) | 1:0 Kane (51.), 2:0 Sané (56.), 3:0 Musiala (60.), 4:0 Sané (64.), 5:0 Kane (69.), 6:0 Müller (71.), 7:0 Musiala (76.), 8:0 Kane (88.) |
| 10 | 3. November 2023   | VfL Bochum               | Heim     | Merck-Stadion am Böllenfalltor, Darmstadt | 17.810    | 1:2 (1:1) | 0:1 Asano (25.), 1:1 Nürnberger (43.), 1:2 Asano (54.)                                                                                 |
| 11 | 11. November 2023  | 1. FSV Mainz 05          | Heim     | Merck-Stadion am Böllenfalltor, Darmstadt | 17.810    | 0:0 (0:0) | – |
| 12 | 25. November 2023  | SC Freiburg              | Auswärts | Europa-Park-Stadion, Freiburg im Breisgau | 34.300    | 1:1 (1:1) | 0:1 Honsak (18.), 1:1 Höler (35.) |
| 13 | 1. Dezember 2023   | 1. FC Köln               | Heim     | Merck-Stadion am Böllenfalltor, Darmstadt | 17.810    | 0:1 (0:0) | 0:1 Selke (60.) |
| 14 | 9. Dezember 2023   | 1. FC Heidenheim         | Auswärts | Voith-Arena, Heidenheim an der Brenz      | 15.000    | 3:2 (1:0) | 1:0 Schöppner (42.), 1:1 Skarke (52.), 1:2 Maloney (60., Eigentor), 2:2 Mainka (69.), 3:2 Mainka (71.)                                 |
| 15 | 16. Dezember 2023  | VfL Wolfsburg            | Heim     | Merck-Stadion am Böllenfalltor, Darmstadt | 16.900    | 0:1 (0:0) | 0:1 Majer (63.) |
| 16 | 19. Dezember 2023  | TSG 1899 Hoffenheim      | Auswärts | PreZero Arena, Sinsheim                   | 18.125    | 3:3 (2:1) | 1:0 Kramarić (14., Elfmeter), 1:1 Pfeiffer (23.), 2:1 Bebou (28.), 2:2 Skarke (57.), 3:2 Bebou (66.), 3:3 Skarke (85.)                 |
| 17 | 13. Januar 2024    | Borussia Dortmund        | Heim     | Merck-Stadion am Böllenfalltor, Darmstadt | 17.810    | 0:3 (0:1) | 0:1 Brandt (24.), 0:2 Reus (77.), 0:3 Moukoko (90.+2)                                                                                  |
| 18 | 20. Januar 2024    | Eintracht Frankfurt      | Heim     | Merck-Stadion am Böllenfalltor, Darmstadt | 17.550    | 2:2 (0:1) | 0:1 Nkounkou (33.), 0:2 Knauff (51.), 1:2 Justvan (61.), 2:2 Klarer (90.+5)                                                            |
| 19 | 28. Januar 2024    | 1. FC Union Berlin       | Auswärts | Stadion An der Alten Försterei, Berlin    | 21.786    | 1:0 (0:0) | 1:0 Hollerbach (62.) |
| 20 | 3. Februar 2024    | Bayer 04 Leverkusen      | Heim     | Merck-Stadion am Böllenfalltor, Darmstadt | 17.810    | 0:2 (0:1) | 0:1 Tella (33.), 0:2 Tella (52.) |
| 21 | 10. Februar 2024   | Borussia Mönchengladbach | Auswärts | Borussia-Park, Mönchengladbach            | 46.121    | 0:0 (0:0) | – |
| 22 | 17. Februar 2024   | VfB Stuttgart            | Heim     | Merck-Stadion am Böllenfalltor, Darmstadt | 17.810    | 1:2 (0:1) | 0:1 Guirassy (14.), 0:2 Dahoud (90.+2), 1:2 Seydel (90.+5)                                                                             |
| 23 | 24. Februar 2024   | Werder Bremen            | Auswärts | Weserstadion, Bremen                      | 42.358    | 1:1 (1:1) | 1:0 Zimmermann (8., Eigentor), 1:1 Justvan (33.)                                                                                       |
| 24 | 2. März 2024       | FC Augsburg              | Heim     | Merck-Stadion am Böllenfalltor, Darmstadt | 17.810    | 0:6 (0:5) | 0:1 Tietz (2.), 0:2 Jensen (12.), 0:3 Demirović (20.), 0:4 Vargas (24.), 0:5 Demirović (29.), 0:6 Tietz (84.)                          |
| 25 | 9. März 2024       | RB Leipzig               | Auswärts | Red Bull Arena, Leipzig                   | 44.319    | 2:0 (1:0) | 1:0 Isherwood (3., Eigentor), 2:0 Baumgartner (50.)                                                                                    |
| 26 | 16. März 2024      | FC Bayern München        | Heim     | Merck-Stadion am Böllenfalltor, Darmstadt | 17.810    | 2:5 (1:2) | 1:0 Skarke (28.), 1:1 Musiala (36.), 1:2 Kane (45.+1), 1:3 Musiala (64.), 1:4 Gnabry (74.), 1:5 Tel (90.+3), 2:5 Vilhelmsson (90.+5)   |
| 27 | 31. März 2024      | VfL Bochum               | Auswärts | Vonovia-Ruhrstadion, Bochum               | 25.023    | 2:2 (1:0) | 1:0 Hofmann (30.), 2:0 Hofmann (48.), 2:1 Skarke (62.), 2:2 Vilhelmsson (76.)                                                          |
| 28 | 6. April 2024      | 1. FSV Mainz 05          | Auswärts | Mewa Arena, Mainz                         | 33.000    | 4:0 (1:0) | 1:0 Hanche-Olsen (32.), 2:0 Gruda (60.), 3:0 Jae-sung (80.), 4:0 Jae-sung (84.)                                                        |
| 29 | 14. April 2024     | SC Freiburg              | Heim     | Merck-Stadion am Böllenfalltor, Darmstadt | 17.810    | 0:1 (0:1) | 0:1 Dōan (36.) |
| 30 | 20. April 2024     | 1. FC Köln               | Auswärts | Rheinenergiestadion, Köln                 | 50.000    | 0:2 (0:0) | 0:1 Klarer (57.), 0:2 Vilhelmsson (90.)                                                                                                |
| 31 | 28. April 2024     | 1. FC Heidenheim         | Heim     | Merck-Stadion am Böllenfalltor, Darmstadt | 17.416    | 0:1 (0:0) | 0:1 Dovedan (90.) |
| 32 | 4. Mai 2024        | VfL Wolfsburg            | Auswärts | Volkswagen Arena, Wolfsburg               | 23.108    | 3:0 (2:0) | 1:0 Wimmer (8.), 2:0 Wind (11.), 3:0 Černý (90.+3)                                                                                     |
| 33 | 12. Mai 2024       | TSG 1899 Hoffenheim      | Heim     | Merck-Stadion am Böllenfalltor, Darmstadt | 17.810    | 0:6 (0:5) | 0:1 Bebou (2.), 0:2 Beier (6.), 0:3 Kadeřábek (22.), 0:4 Kabak (26.), 0:5 Beier (44.), 0:6 Bebou (51.)                                 |
| 34 | 18. Mai 2024       | Borussia Dortmund        | Auswärts | Signal Iduna Park, Dortmund               | 81.365    | 4:0 (2:0) | 1:0 Maatsen (30.), 2:0 Reus (38.), 3:0 Brandt (72.), 4:0 Malen (88.)                                                                   |

### DFB-Pokal
Als Bundesligist war der SV Darmstadt 98 automatisch für den DFB-Pokal 2023/24 qualifiziert und schied in der 1. Runde gegen den viertklassigen FC 08 Homburg (0:3) aus.
| Runde    | Datum           | Gegner        | Liga des Gegners           | Platz    | Ort                  | Zuschauer | Ergebnis  | Tore                                                  |
| -------- | --------------- | ------------- | -------------------------- | -------- | -------------------- | --------- | --------- | ----------------------------------------------------- |
| 1. Runde | 14. August 2023 | FC 08 Homburg | Regionalliga Südwest (IV.) | Auswärts | Waldstadion, Homburg | 6.150     | 3:0 (1:0) | 1:0 Mendler (10.), 2:0 Heilig (49.), 3:0 Harres (81.) |

### Testspiele
Diese Tabelle führt die ausgetragenen Testspiele des Vereins in der Saison 2023/24 auf. Siege sind grün, Unentschieden sind gelb und Niederlagen sind rot hinterlegt.
| Datum             | Gegner              | Liga des Gegners           | Platz    | Ort                                              | Zuschauer | Ergebnis   | Tore |
| ----------------- | ------------------- | -------------------------- | -------- | ------------------------------------------------ | --------- | ---------- | --- |
| 8. Juli 2023      | TSG Bad König       | Kreisliga A Odenwald (IX.) | Auswärts | Sportzentrum am Schwimmbad, Bad König            | 2.500     | 0:10 (0:5) | 0:1 Mehlem (13.), 0:2 Mehlem (32.), 0:3 Vilhelmsson (35.), 0:4 Bader (40.), 0:5 Vilhelmsson (44.), 0:6 Seydel (59.), 0:7 Tietz (61.), 0:8 Müller (67.), 0:9 Tietz (70.), 0:10 Nürnberger (78.) |
| 12. Juli 2023     | Norwich City        | EFL Championship (II.)     | Heim     | Merck-Stadion am Böllenfalltor, Darmstadt        | 7.300     | 0:1 (0:1)  | 0:1 Núñez (12.) |
| 16. Juli 2023     | FC Gießen           | Hessenliga (V.)            | Auswärts | Waldstadion, Gießen                              | 2.346     | 2:0 (0:0)  | 1:0 Aigboje (60.), 2:0 Akulinin (70.) |
| 22. Juli 2023     | Karlsruher SC       | 2. Bundesliga              | Auswärts | GRENKE Stadion, Karlsruhe                        | 1.100     | 0:0 (0:0)  | – |
| 29. Juli 2023     | SV Sandhausen       | 3. Liga                    | Neutral  | Stadion am Wäldchen, Geinsheim (Neustadt)        | 400       | 0:0 (0:0)  | – |
| 7. August 2023    | FC Liverpool        | Premier League (I.)        | Auswärts | Deepdale, Preston                                | 19.000    | 3:1 (2:1)  | 1:0 Salah (5.), 2:0 Jota (8.), 2:1 Honsak (10.), 3:1 Díaz (59.) |
| 7. September 2023 | SV Waldhof Mannheim | 3. Liga                    | Heim     | Trainingsplatz 4 am Böllenfalltor, Darmstadt     | 500       | 4:1 (2:1)  | 1:0 Stojilković (2.), 1:1 Franjić (9., Eigentor), 2:1 Müller (33.), 3:1 Pfeiffer (74.), 4:1 Seydel (78.)                                                                                       |
| 13. Oktober 2023  | SV Elversberg       | 2. Bundesliga              | Heim     | Trainingsplatz 4 am Böllenfalltor, Darmstadt     | 400       | 4:2 (2:0)  | 1:0 Hornby (20.), 2:0 Hornby (41.), 2:1 Koffi (51.), 3:1 Pfeiffer (68.), 4:1 Nürnberger (73.), 4:2 Şahin (85.)                                                                                 |
| 6. Januar 2024    | Holstein Kiel       | 2. Bundesliga              | Neutral  | Oliva Nova Golf & Beach Resort, Oliva (Valencia) | 200       | 1:2 (0:1)  | 0:1 Friðjónsson (34.), 0:2 Niehoff (84.), 1:2 Pfeiffer (89.) |

## Saisonverlauf
| Spieltag | 1  | 2  | 3  | 4  | 5  | 6  | 7  | 8  | 9  | 10 | 11 | 12 | 13 | 14 | 15 | 16 | 17 | 18 | 19 | 20 | 21 | 22 | 23 | 24 | 25 | 26 | 27 | 28 | 29 | 30 | 31 | 32 | 33 | 34 |
| -------- | -- | -- | -- | -- | -- | -- | -- | -- | -- | -- | -- | -- | -- | -- | -- | -- | -- | -- | -- | -- | -- | -- | -- | -- | -- | -- | -- | -- | -- | -- | -- | -- | -- | -- |
| Spielort | A  | H  | A  | H  | A  | H  | A  | H  | A  | H  | H  | A  | H  | A  | H  | A  | H  | H  | A  | H  | A  | H  | A  | H  | A  | H  | A  | A  | H  | A  | H  | A  | H  | A  |
| Resultat | N  | N  | N  | U  | N  | S  | S  | N  | N  | N  | U  | U  | N  | N  | N  | U  | N  | U  | N  | N  | U  | N  | U  | N  | N  | N  | U  | N  | N  | S  | N  | N  | N  | N  |
| Platz    | 14 | 17 | 18 | 17 | 17 | 15 | 11 | 12 | 14 | 15 | 15 | 15 | 16 | 18 | 18 | 18 | 18 | 18 | 18 | 18 | 18 | 18 | 18 | 18 | 18 | 18 | 18 | 18 | 18 | 18 | 18 | 18 | 18 | 18 |

Legende: Spielort: H = Heim; A = Auswärts. Resultat: S = Sieg; U = Unentschieden; N = Niederlage

## Abschlusstabelle
| Pl. | Verein                   | Sp. | S  | U  | N  | Tore    | Diff. | Punkte | Anm.  |
| --- | ------------------------ | --- | -- | -- | -- | ------- | ----- | ------ | ----- |
| 1.  | Bayer 04 Leverkusen      | 34  | 28 | 6  | 0  | 089:240 | +65   | 90     | M/CL  |
| 2.  | VfB Stuttgart (R)        | 34  | 23 | 4  | 7  | 078:390 | +39   | 73     | CL    |
| 3.  | FC Bayern München (M)    | 34  | 23 | 3  | 8  | 094:450 | +49   | 72     | CL    |
| 4.  | RB Leipzig (P)           | 34  | 19 | 8  | 7  | 077:390 | +38   | 65     | CL    |
| 5.  | Borussia Dortmund        | 34  | 18 | 9  | 7  | 068:430 | +25   | 63     | CL    |
| 6.  | Eintracht Frankfurt      | 34  | 11 | 14 | 9  | 051:500 | +1    | 47     | EL    |
| 7.  | TSG 1899 Hoffenheim      | 34  | 13 | 7  | 14 | 066:660 | ±0    | 46     | EL    |
| 8.  | 1. FC Heidenheim (N)     | 34  | 10 | 12 | 12 | 050:550 | −5    | 42     | (ECL) |
| 9.  | Werder Bremen            | 34  | 11 | 9  | 14 | 048:540 | −6    | 42     |       |
| 10. | SC Freiburg              | 34  | 11 | 9  | 14 | 045:580 | −13   | 42     |       |
| 11. | FC Augsburg              | 34  | 10 | 9  | 15 | 050:600 | −10   | 39     |       |
| 12. | VfL Wolfsburg            | 34  | 10 | 7  | 17 | 041:560 | −15   | 37     |       |
| 13. | 1. FSV Mainz 05          | 34  | 7  | 14 | 13 | 039:510 | −12   | 35     |       |
| 14. | Borussia Mönchengladbach | 34  | 7  | 13 | 14 | 056:670 | −11   | 34     |       |
| 15. | 1. FC Union Berlin       | 34  | 9  | 6  | 19 | 033:580 | −25   | 33     |       |
| 16. | VfL Bochum               | 34  | 7  | 12 | 15 | 042:740 | −32   | 33     | ( ▼)  |
| 17. | 1. FC Köln               | 34  | 5  | 12 | 17 | 028:600 | −32   | 27     | ▼     |
| 18. | SV Darmstadt 98 (N)      | 34  | 3  | 8  | 23 | 030:860 | −56   | 17     | ▼     |

| Zum Saisonende 2022/23: |                                                                                 |
| (M)                     | Deutscher Meister                                                               |
| (P)                     | DFB-Pokalsieger                                                                 |
| (R)                     | Sieger der Relegation                                                           |
| (N)                     | Aufsteiger aus der 2. Bundesliga                                                |
| Zum Saisonende 2023/24: |                                                                                 |
| M                       | Deutscher Meister                                                               |
| CL                      | Teilnahme an der UEFA Champions League 2024/25                                  |
| EL                      | Teilnahme an der UEFA Europa League 2024/25                                     |
| (ECL)                   | Teilnahme an den Play-offs zur UEFA Conference League 2024/25                   |
| ( ▼)                    | Teilnahme an den Relegationsspielen gegen den Dritten der 2. Bundesliga 2023/24 |
| ▼                       | Abstieg in die 2. Bundesliga 2024/25                                            |

## Zuschauerzahlen
Folgende Tabelle bietet einen Vergleich der Zuschauerzahlen der Heim- und Auswärtsspiele des SV Darmstadt 98 im Ligabetrieb dieser Saison. Die Vereine sind nach Austragungsreihenfolge der Heimspiele nach Spieltag sortiert.
Das Merck-Stadion am Böllenfalltor war mit einer maximalen Kapazität von 17.810 Zuschauern bei 15 der 17 Bundesliga-Heimspiele der Saison 2023/24 komplett ausverkauft. Dabei war in jedem Spiel der Heimbereich restlos ausverkauft, jedoch wurde von den Gästefans des VfL Wolfsburg und 1. FC Heidenheim das Gästekontingent nicht ausgeschöpft. Das Heimspiel gegen Hessenkonkurrent Eintracht Frankfurt wurde wegen einem Sicherheitskonzept der Polizei und Ordner auf 17.550 Zuschauer begrenzt.
| Gegner in Heimspielreihenfolge | Heimspiel | Auswärtsspiel | Austragungsort beim Auswärtsspiel                     |
| ------------------------------ | --------- | ------------- | ----------------------------------------------------- |
| 1. 1. FC Union Berlin          | 17.810    | 21.786        | Stadion An der Alten Försterei, Berlin                |
| 2. Borussia Mönchengladbach    | 17.810    | 46.121        | Borussia-Park, Mönchengladbach                        |
| 3. Werder Bremen               | 17.810    | 42.358        | Weserstadion, Bremen                                  |
| 4. RB Leipzig                  | 17.810    | 44.319        | Red Bull Arena, Leipzig                               |
| 5. VfL Bochum                  | 17.810    | 25.023        | Vonovia-Ruhrstadion, Bochum                           |
| 6. 1. FSV Mainz 05             | 17.810    | 33.000        | Mewa Arena, Mainz                                     |
| 7. 1. FC Köln                  | 17.810    | 50.000        | Rheinenergiestadion, Köln                             |
| 8. VfL Wolfsburg               | 16.900    | 23.108        | Volkswagen Arena, Wolfsburg                           |
| 9. Borussia Dortmund           | 17.810    | 81.365        | Signal Iduna Park, Dortmund                           |
| 10. Eintracht Frankfurt        | 17.550    | 55.000        | Deutsche Bank Park, Frankfurt am Main                 |
| 11. Bayer 04 Leverkusen        | 17.810    | 29.653        | BayArena, Leverkusen                                  |
| 12. VfB Stuttgart              | 17.810    | 54.000        | MHPArena, Stuttgart                                   |
| 13. FC Augsburg                | 17.810    | 29.200        | WWK-Arena, Augsburg                                   |
| 14. FC Bayern München          | 17.810    | 75.000        | Allianz Arena, München                                |
| 15. SC Freiburg                | 17.810    | 34.300        | Europa-Park-Stadion, Freiburg im Breisgau             |
| 16. 1. FC Heidenheim           | 17.416    | 15.000        | Voith-Arena, Heidenheim an der Brenz                  |
| 17. TSG 1899 Hoffenheim        | 17.810    | 18.125        | PreZero Arena, Sinsheim                               |
| Im Schnitt:                    | 17.718    | 39.844        | Heimspiele: Merck-Stadion am Böllenfalltor, Darmstadt |